# Watergateaffären

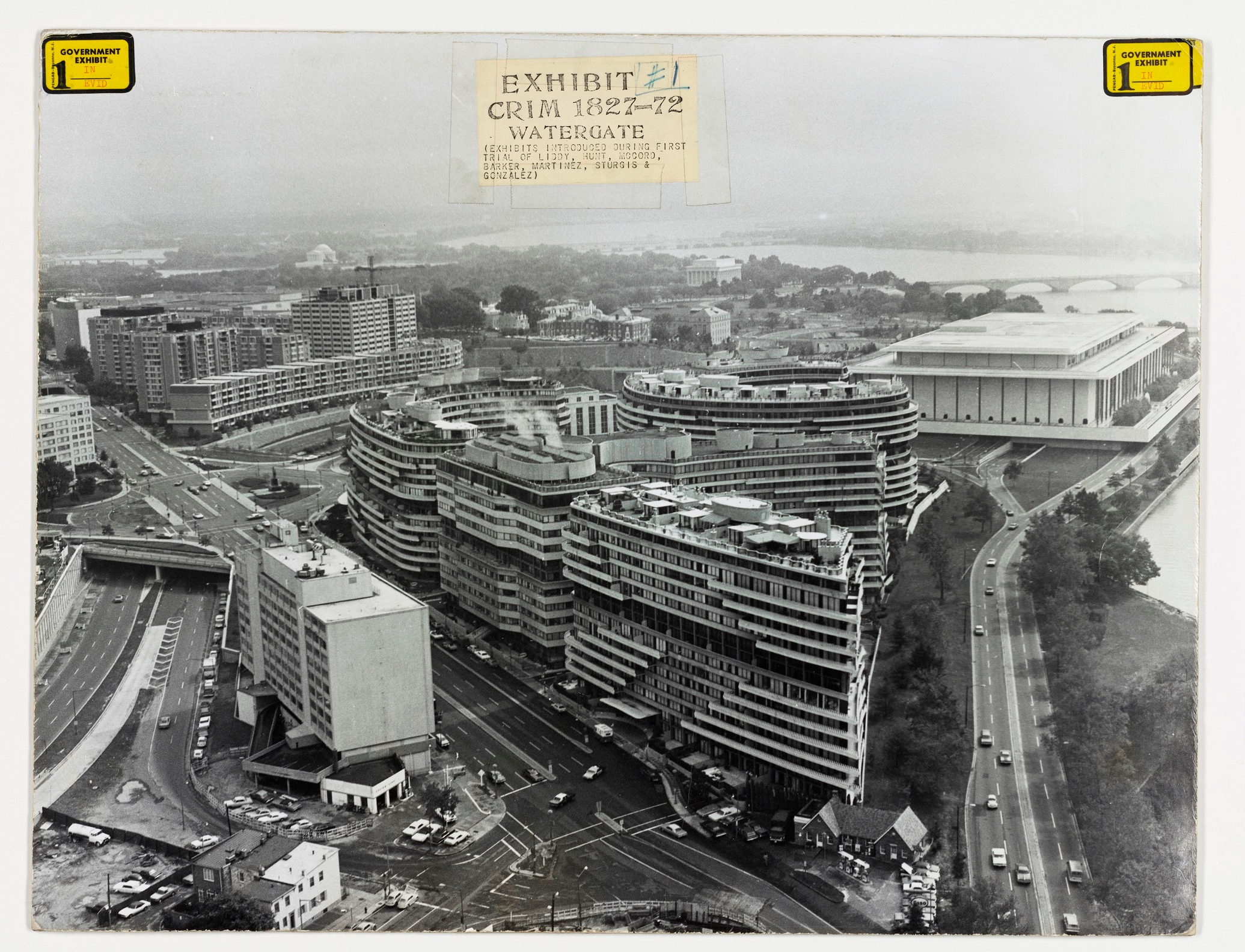
Kontorsbyggnaden Watergate som gav namn åt affären som ledde till president Nixons avgång.

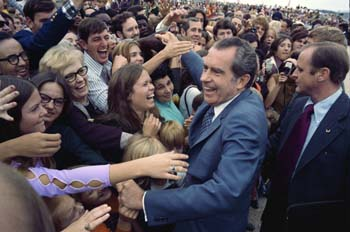
Richard Nixon under valkampanj.

Watergateaffären, Watergateskandalen, var en stor politisk skandal som inträffade i USA på 1970-talet som en följd av inbrottet i Democratic National Committees (DNC) högkvarter i Watergate-kontorskomplexet i Washington, D.C. den 17 juni 1972, och Nixon-administrationens försök till mörkläggning av sin inblandning. När komplotten upptäcktes och undersöktes av den amerikanska kongressen ledde Nixon-administrationens motstånd mot dess undersökningar till en konstitutionell kris. Termen Watergate har kommit att omfatta en rad hemliga och ofta olagliga verksamheter som bedrevs av medlemmarna i Nixon-administrationen. I dessa verksamheter ingick bland annat buggning av politiska motståndares kontor och av personer som Nixon eller hans tjänstemän var misstänksamma mot. Nixon och hans närmaste medhjälpare ordnade trakasserier av aktivistgrupper och politiker, med hjälp av Federal Bureau of Investigation (FBI), Central Intelligence Agency (CIA), och Internal Revenue Service (IRS). Skandalen ledde till upptäckten av flera fall maktmissbruk från Nixon-administrationens sida, riksrättsåtal och Richard Nixons avgång som USA:s president den 9 augusti 1974 – den enda amerikanske presidenten som hittills avgått i förtid. Skandalen resulterade också i åtal mot 69 personer, där 48 befanns skyldiga och dömdes till fängelse, av vilka många var Nixons högsta förvaltningstjänstemän.
Affären började med gripandet av fem män för inbrott i DNC:s högkvarter i Watergate-komplexet den 17 juni 1972. FBI kopplade inbrottstjuvarnas kontanter till en slaskfond som används av kommittén för omval av presidenten (CRP), den officiella organisationen för Nixons kampanj. I juli 1973 avslöjade de bevis som anbringats mot presidentens personal, inklusive vittnesmål från tidigare anställda, i en utredning som genomfördes av Senate Watergate Committee, att president Nixon hade ett bandinspelningssystem i sitt kontor och att han hade spelat in många konversationer. Efter en utdragen serie av bittra domstolsstrider, fastslog den amerikanska högsta domstolen enhälligt att presidenten var tvungen att lämna över banden till regeringsutredare, vilket han så småningom gjorde. Inspelningar från dessa band avslöjade att presidenten hade försökt dölja de tvivelaktiga förehavanden som hade ägt rum efter inbrottet. Då Nixon stod inför ett nästan säkert riksrättsåtal i representanthuset och ett lika säkert åtal av senaten, avgick han som president den 9 augusti 1974. Hans efterträdare, Gerald Ford, benådade honom den 8 september 1974.

## Bakgrund
Richard Nixon hade valts till president i USA i 1968 års val, och i november 1972 var det åter dags för presidentval. Både valen 1968 och 1972 skedde i Vietnamkrigets skugga, och i ett USA som präglades av stora politiska motsättningar.

## Inbrottet

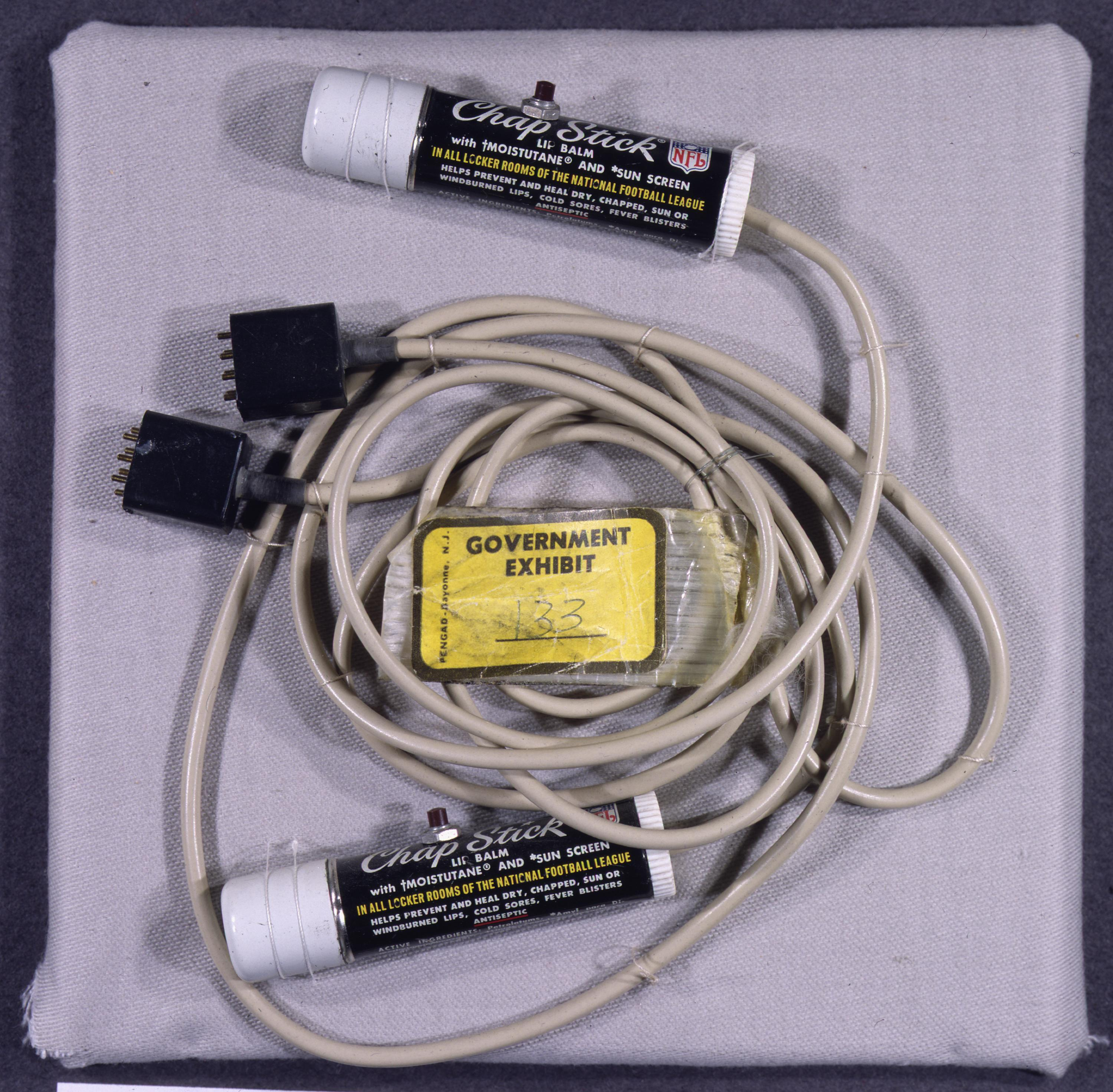
Utrustning för avlyssning som hittades i ett kassaskåp på E. Howard Hunts kontor i Vita Huset.

Den 17 juni 1972 arresterades fem män: tre exilkubaner och två andra amerikaner, James McCord och Frank Sturgis, efter att ha gripits på bar gärning för ett inbrott i det demokratiska partihögkvarteret i Watergate. Dessa fem, samt två personer i republikanernas kampanjorganisation, Gordon Liddy och E. Howard Hunt, fälldes i domstol 15 september 1972. Att få fram information om republikanernas politiska motståndares avsikter inför valet senare samma år troddes ha varit motivet till inbrottet. En tid senare började hela skandalen nystas upp, men det tog en tid innan kopplingarna till Nixon och hans stab stod klar, och affären fick därför inte väsentlig inverkan på presidentvalet i USA 1972. Valet vanns av Nixon, som i januari 1973 påbörjade en andra mandatperiod som president.
Det har i efterhand framkommit att Gordon Liddy redan dagen efter inbrottet kontaktade justitieminister Richard Kleindienst och försökte förmå honom att frige de fem som hade gripits, men att Kleindienst vägrade.

## Deep Throat
Journalisterna Carl Bernstein och Bob Woodward på Washington Post lyckades genom hårt arbete avslöja att Vita huset var inblandat i inbrottet, och förmodligen även presidenten själv. Avslöjandet skedde med hjälp av en centralt placerad källa som fick täcknamnet Deep Throat. Identiteten på källan var okänd fram till den 31 maj 2005, då den tidigare FBI-tjänstemannen Mark Felt avslöjade sig som den mytomspunna källan.
Den bakomliggande orsaken till hans uppgiftslämnande tros enligt vissa vara att Nixon förbigått honom vid tillsättandet av FBI-chef efter J. Edgar Hoover.

## Senatsförhör ochSaturday Night Massacre

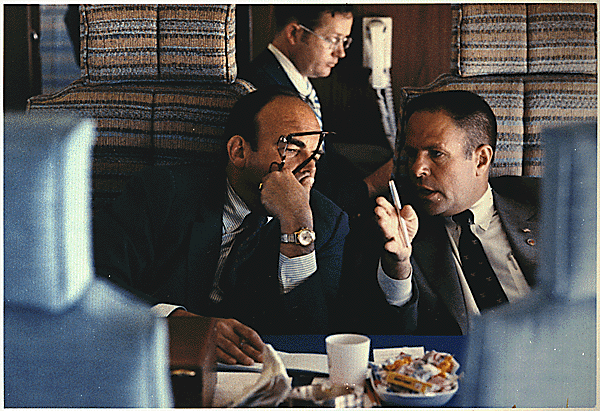
Haldeman och Ehrlichman, två av de Nixonmedarbetare som tvingades avgå i ett tidigt skede av Watergateaffären. Ett avgörande skäl att Nixon tvingades avgå var en bandinspelning av ett samtal mellan Haldeman och Nixon den 23 juni 1972.

Under 1973 utvecklades Watergateaffären i flera steg. Efter mediers avslöjanden om att centralt placerade personer hade arrangerat inbrottet, tillsatte USA:s senat en särskild kommitté för att granska händelserna. Kommittén verkade 1973-1974 och höll sina första TV-sända förhör 17 maj 1973, men redan 30 april 1973 hade tre av Nixons rådgivare, H.R. Haldeman, John Ehrlichman och John Dean, avgått respektive avskedats för sin kännedom om eller inblandning i affären. Samma dag avgick Richard Kleindienst från sin post som justitieminister. Den nye justitieministern Elliot Richardson utsåg 19 maj 1973, med Nixons goda minne, Archibald Cox som särskild Watergateåklagare med oberoende ställning.
Sedan det hade klarlagts att Nixons medarbetare haft kännedom om Watergate-inbrottet kom frågan om Nixons personliga kännedom om inbrotten att bli en viktig fråga i de fortsatta senatsförhören. Den 13 juli 1973 framkom det att det fanns system för automatisk bandinspelning i Vita huset, inklusive Ovala rummet, presidentens eget arbetsrum. Efter detta avslöjande begärde åklagaren för Watergateaffären, Archibald Cox, via ett föreläggande att få ut banden. Med hänvisning till presidentens legala ställning vägrade Nixon att lämna ut banden och beordrade (via Elliot Richardson) Cox att dra tillbaka sitt föreläggande, trots att Nixon själv hade sett till att Cox skulle ha en oberoende ställning. Istället erbjöd Nixon 19 oktober 1973 en kompromiss som innebar att den demokratiske senatorn John C. Stennis, men enbart han, skulle få lyssna på banden och sedan summera innehållet. När Cox vägrade att gå med på denna kompromiss, beordrade Nixon sin justitieminister Richardson att avskeda Cox. Richardson vägrade och avgick istället själv 20 oktober 1973. Även den biträdande justitieministern William Ruckelshaus vägrade att avskeda Cox och avgick samma dag. Den som stod näst i rang inom justitiedepartementet var Solicitor General (ungefär motsvarande justitiekansler) Robert Bork, och även han avsåg att avgå hellre än att avskeda Cox. Richardson och Ruckelshaus rådde honom emellertid att följa presidentens order, hellre än att tömma justitiedepartementet på fler chefer. Anledningen till detta var att både Richardson och Ruckelshaus i senatsförhör hade försäkrat att de inte skulle ingripa i Watergateutredningen, men att Bork inte hade avgivit några sådana löften. Nixon utsåg därför Bork till tillförordnad justitieminister och Archibald Cox avskedades samma dag av Bork, lördagen den 20 oktober 1973. (Pikant nog hade Cox själv varit Solicitor General åren 1961-1965.) Alla dessa händelser kom att kallas Saturday Night Massacre av medierna.

## Bandinspelningar och avgång

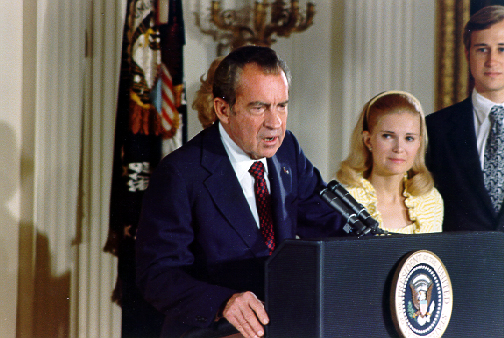
Richard Nixon under presskonferensen där han meddelade sin avgång.

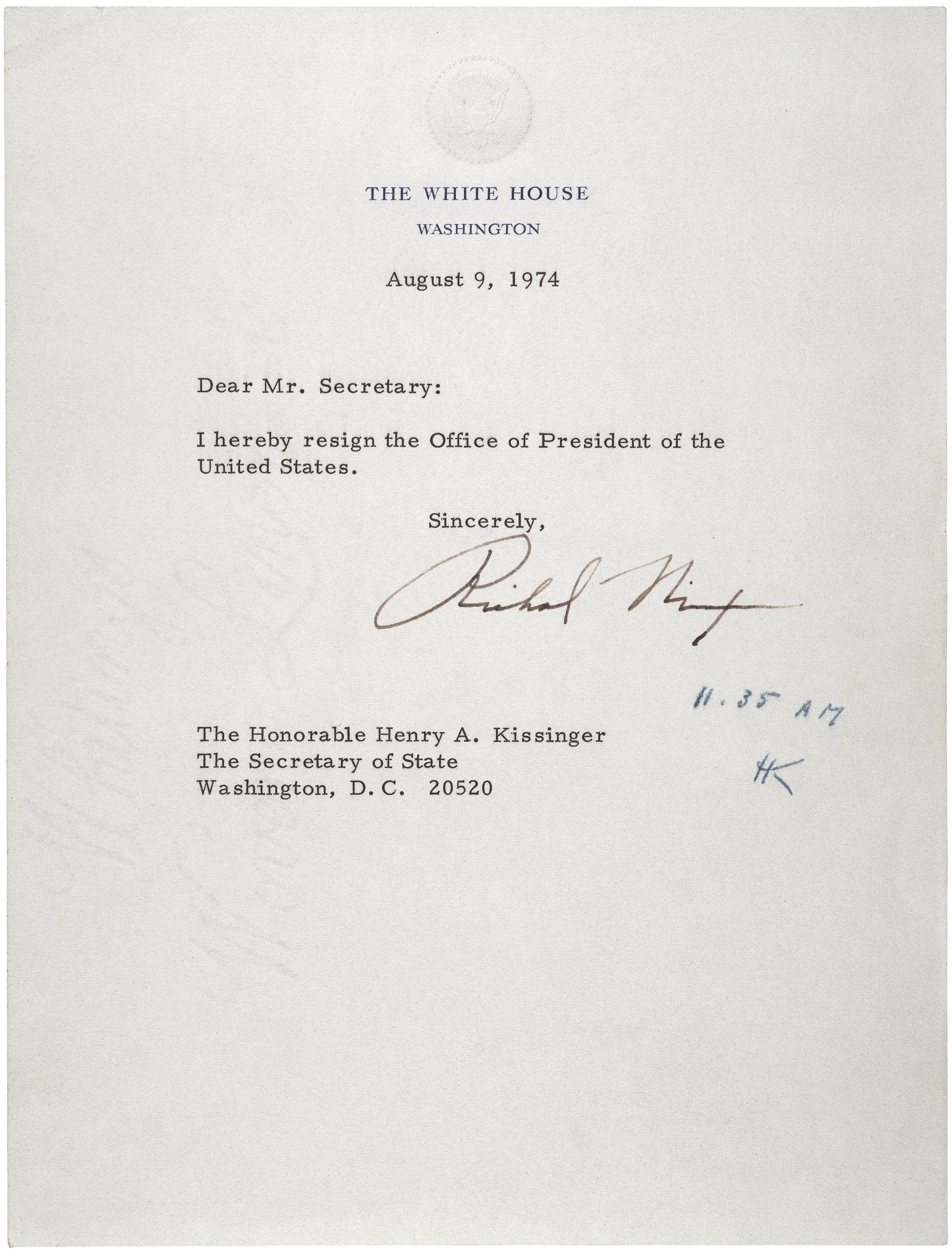
Nixons avskedsansökan, ställd till utrikesminister Henry Kissinger.

Nixons åtgärder väckte upprördhet bland allmänheten och ett ramaskri i kongressen. Förslag om att ställa Nixon inför riksrätt väcktes redan dagarna efter avskedandet av Cox, och flera av Nixons republikanska partikamrater tog avstånd från honom. Nixon tvingades därför att gå med på att redan 1 november 1973 tillsätta en ny särskild Watergateåklagare, Leon Jaworski. Nixon vägrade fortsatt att lämna ut själva banden, men lämnade ut utskrifter av delar av banden. Dessa utskrifter hade redigerats, bland annat genom att Nixons flitiga användning av svordomar och annat grovt språk hade plockats bort. Dessutom visade det sig att ett viktigt avsnitt på ett band hade raderats.
Watergateåklagaren Jaworski krävde därför i likhet med sin företrädare Cox tillgång till banden och utfärdade även han ett föreläggande. Utvecklingen efter avskedandet av Cox gjorde det omöjligt för Nixon att avskeda även Jaworski, och istället överklagade Vita huset föreläggandet i domstol. På grund av ärendets tydliga konstitutionella natur begärde Watergateåklagaren att USA:s högsta domstol skulle ta ärendet direkt, istället för att det först skulle gå via lägre domstolar, och detta beviljades. Högsta domstolen beslutade i sin dom 24 juli 1974 att presidenten var skyldig att lämna ut de oredigerade banden till åklagaren.
USA:s representanthus hade vid detta tillfälle påbörjat förberedelser inför ett riksrättsåtal mot Nixon genom omröstningar i sitt justitieutskott, som under 27 juli-30 juli röstade igenom samtliga tre punkter.
Banden lämnades över till Watergateåklagaren 30 juli 1974, och innehöll bland annat inspelning av en diskussion mellan Nixon och Haldeman 23 juni 1972, sex dagar efter inbrottet i Watergate, där det diskuterades hur man skulle mörklägga händelsen. Detta band kom att betecknas the smoking gun tape efter ett amerikanskt uttryck ("den rykande pistolen") som används om avgörande bevis i brottmål.
Efter att detta hade framkommit meddelade ett antal republikanska senatorer Nixon att riksrättsåtalet skulle samla tillräckligt många röster i senaten för att avsätta honom. Nixon valde därför att 8 augusti 1974 meddela att han skulle avgå dagen efter, 9 augusti 1974, och han efterträddes därmed av vicepresident Gerald Ford. Gerald Ford hade varit vicepresident sedan 6 december 1973 sedan Nixons förste vicepresident Spiro Agnew hade avgått på grund av ett åtal om skattebrott och penningtvätt. Ford hade vid sitt tillträde hämtats från representanthuset och hade således inte tillhört administrationen vid tiden för Watergate-inbrottet och försöken till mörkläggning. Det fanns därför inga misstankar om att även han skulle vara inblandad i skandalen.

## Efterdyningar
Ett stort antal Nixonmedarbetare och andra personer fick straff, inklusive fleråriga fängelsestraff, för sin inblandning i Watergateaffären. Nixon själv slapp dock att ställas inför rätta eftersom Gerald Ford den 8 september 1974 utfärdade amnesti för hans gärningar under presidenttiden, något som anses ha bidragit till att Ford förlorade presidentvalet 1976.
1978 utfärdade kongressen med Independent Counsel Act särskilda bestämmelser om oberoende utredare motsvarande Watergateåklagarna Cox och Jaworski, för att undvika att händelser motsvarande Saturday Night Massacre skulle kunna inträffa igen.

## Watergateskandalen på film
Hela Watergateskandalen filmatiserades 1976 i form av Alla presidentens män med Dustin Hoffman och Robert Redford i huvudrollerna, baserat på Bernsteins och Woodwards bok med samma namn (svenska titeln: Och alla presidentens män), och med manus av William Goldman. Filmen fick en Oscar för bästa manus och Jason Robards fick en Oscar för bästa manliga biroll genom att, enligt David Halberstams bok The Powers That Be, i stort sett imitera dåvarande chefredaktören för Washington Post, Benjamin C. Bradlee. Titeln är en parafras på Robert Penn Warrens bok (och sedermera film) Alla kungens män.
I Oliver Stones film Nixon har Watergateskandalen en framträdande plats och även i Ron Howards film Frost/Nixon.
Filmen Dick som släpptes 1999 är en satirisk skildring av Watergate-affären. I Rollerna ser man bland andra Kirsten Dunst, Michelle Williams, Dan Hedaya (som Nixon), samt Will Ferell och Bruce McCulloch som Woodward och Bernstein.